# Aleksej Nikolaevič Botjan
Aleksej Nikolaevič Botjan (in russo Алексей Николаевич Ботян?; Governatorato di Vil'na, 10 febbraio 1917 – Mosca, 13 febbraio 2020) è stato un militare e agente segreto sovietico, in gioventù anche di nazionalità polacca, Eroe della Federazione Russa e veterano della seconda guerra mondiale, in cui ha svolto un ruolo significativo nel salvare Cracovia dalla distruzione delle truppe naziste. A lui è ispirato il protagonista del film sovietico del 1967 Major Vichr'.

## Biografia
Nasce il 10 febbraio 1917 in una famiglia di contadini che viveva nel villaggio di Čertoviči, Governatorato di Vil'na situato della Bielorussia occidentale (oggi Distretto di Valožyn della regione di Minsk) che con la Pace di Riga nel marzo del 1921 andò alla Polonia.
Dopo la laurea viene arruolato nell'esercito polacco come sottufficiale del 3º battaglione di artiglieria antiaerea nella città di Vilnius. Nel settembre del 1939, comandando il puntamento delle armi antiaeree, partecipa alle battaglie contro l'invasione nazista della Polonia. Nei pressi di Varsavia ha abbattuto tre aerei Junkers.

### Periodo sovietico
Diviene cittadino dell'URSS quando nel 1939 le regioni orientali della Polonia vengono occupate dalle truppe sovietiche.
Nel 1940 viene mandato a prestare servizio nei corpi del Commissariato del popolo per gli affari interni (NKVD) dell'URSS, nel 1941 si laurea alla scuola di intelligence. Nel luglio del 1941 viene arruolato nella Brigata motorizzata fucilieri per designazione speciale, subordinato alla 4ª Direzione dell'NKVD dell'URSS (con Capo della Direzione Pavel Sudoplatov).
Nel novembre del 1941, come comandante di una unità di un gruppo di sabotaggio e ricognizione (DRG) viene trasferito in prima linea e partecipa alla Battaglia di Mosca.
Nel 1942 viene inviato nelle profonde retrovie del nemico nelle regioni occidentali dell'Ucraina e della Bielorussia, allora occupate dalle truppe tedesche naziste e sostenute dai nazionalisti ucraini. In quella zona agisce indipendente facendo parte di grandi gruppi partigiani. Diviene vice ufficiale dell'intelligence del comandante dell'unità partigiana dell'Eroe dell'Unione Sovietica V. A. Karasev.
Sotto la sua diretta supervisione viene eseguita un'operazione per far esplodere il commissariato tedesco nella città di Ovruč, Oblast' di Žytomyr, Repubblica Socialista Sovietica Ucraina, in quanto era stata precedentemente effettuata un'incursione della Germania nazista. Durante questa operazione, il 9 settembre 1943, vengono uccisi 80 ufficiali nazisti. Per questa operazione, Aleksej Botjan viene presentato per il titolo di Eroe dell'Unione Sovietica, ma non ricevette il premio.
Nel maggio del 1944, su istruzioni del Centro, a capo di un gruppo di 28 persone, si infiltra in Polonia, avendo il compito di organizzare la ricognizione della posizione e del movimento del nemico nelle vicinanze della città di Cracovia. Grazie alla sua buona conoscenza della lingua e della cultura polacca, nonché alle sue capacità organizzative, Botjan è stato in grado di organizzare interazioni e operazioni militari congiunte con forze politiche diverse come la formazione partigiana comunista Armia Ludowa creata dal Partito Operaio Polacco e con i battaglioni di contadini di Khlopsky. Sotto la sua guida viene eseguita un'operazione per liberare, insieme alle unità dell'Armia Ludowa, la città di Ilzha, durante la quale vengono liberati dal carcere diversi patrioti polacchi arrestati e un gran numero di armi e attrezzature vengono sequestrate. Attualmente, un monumento agli eroi di questa battaglia è stato eretto nella città di Ilzha, sul quale, insieme ai nomi dei polacchi, vengono stampati anche i nomi dei combattenti sovietici del gruppo di Botjan.
Botjan e il suo gruppo riescono a stabilirsi nella regione di Cracovia e a lanciare ampie attività di sabotaggio e ricognizione. Alla fine del 1944, i combattenti del gruppo catturano l'ingegnere-cartografo Sigmund Ogarek, un polacco che prestava servizio nelle retrovie della Wehrmacht. Ogarek fornisce preziose testimonianze sulla scorta di esplosivi nel castello degli Jagelloni, che si teorizzava sarebbe potuta essere utilizzata per distruggere il centro storico di Cracovia, la diga Rozhnovsky e i ponti sul fiume Dunajec. Aleksei Botjan riesce a introdurre un patriota polacco nel castello spacciandolo per uno stivatore, il quale riesce a posizionare e armare una bomba a tempo per neutralizzare gli esplosivi.
Al culmine dell'offensiva dell'Armata Rossa la mattina del 18 gennaio 1945, il gruppo di Botjan lancia una bomba su un deposito nemico facendolo saltare in aria. Il giorno successivo, il 19 gennaio, le unità del 1° Fronte ucraino dell'Armata Rossa, sotto il comando del maresciallo dell'Unione Sovietica Ivan Stepanovič Konev, entrano a Cracovia. La città non subì danneggiamenti durante le ostilità, furono fatti saltare solo alcuni ponti sulla Vistola.
Negli ultimi mesi di guerra, il gruppo di Aleksej Botjan opera dietro le linee nemiche nel territorio occupato della Cecoslovacchia.
Dal 1945, presta servizio nella struttura operativa della 1ª Direzione (intelligence straniera) del Commissariato del popolo per la sicurezza dello Stato (NKGB), che in seguito verrà rinominato "Comitato per la sicurezza dello Stato", ovvero KGB.
Nel 1947, si stabilisce in Cecoslovacchia sotto le spoglie di un lavoratore ceco, lavora come meccanico in una fabbrica nella città di Žatec nel Sudetenland e lì studia presso la Scuola superiore di ingegneria dei motori industriali. Successivamente lavora nelle miniere di uranio di Jáchymov. In futuro, ha ripetutamente fatto viaggi di lavoro in diversi Paesi europei per svolgere compiti su cui le informazioni sono ancora classificate.
È stato coinvolto per addestrare le forze speciali del gruppo Vympel del KGB, le quali operavano all'estero.

### Dopo il pensionamento
Nel 1983, con il grado di colonnello va in pensione per aver raggiunto i limiti d'età. Fino al 1989 ha continuato a lavorare negli organi del KGB dell'URSS come specialista civile.
Sapeva parlare in tedesco, polacco e ceco.
Con il decreto del Presidente della Federazione Russa del 10 maggio 2007 gli viene assegnato il titolo di Eroe della Federazione Russa con il riconoscimento della medaglia della "Stella d'oro".
Muore a Mosca.

## La famiglia
Suo padre fu Nikolaj Botjan, falegname. Lavorò in Germania e in Argentina, parlava fluentemente lo spagnolo e il tedesco. Insegnò quest'ultimo a suo figlio.
Sua moglie, Galina Vladimirovna Botjan, era di origine ceca. Sua figlia si chiama Irina Alekseevna Botjan. Aveva dei nipoti e due pronipoti.

## Onorificenze
- Eroe della Federazione Russa (9 maggio 2007) - per il coraggio e l'eroismo mostrati durante l'operazione per liberare la città polacca di Cracovia e impedire la sua distruzione da parte degli invasori nazisti durante la Grande Guerra Patriottica del 1941-1945.[6][7]
- Ordine al merito per la Patria di IV grado (2017)[8][9]
- Ordine del coraggio
- Due ordini della Bandiera rossa
- Ordine della Guerra patriottica
- Ordine della Bandiera rossa del lavoro
- Medaglia per merito in battaglia
- Medaglia del partigiano della grande guerra patriottica I grado
- Altre medaglie della Russia e dell'URSS
- Funzionario onorario per la sicurezza dello stato
- Ordine Virtuti militari (Polonia)
- Medaglie della Polonia